# Liste der Biografien/Krut
Liste der Biografien |
Portal Biografien |
Personensuche
# |
A |
B |
C |
D |
E |
F |
G |
H |
I |
J |
K |
L |
M |
N |
O |
P |
Q |
R |
S |
T |
U |
V |
W |
X |
Y |
Z |
?
 
Ka |
Kb |
Kc |
Kd |
Ke |
Kf |
Kg |
Kh |
Ki |
Kj |
Kl |
Km |
Kn |
Ko |
Kp |
Kr |
Ks |
Kt |
Ku |
Kv |
Kw |
Ky |
Kx |
Kz
 
Kra |
Krb |
Krc |
Kre |
Krg |
Krh |
Kri |
Krj |
Krk |
Krl |
Krm |
Krn |
Kro |
Krp |
Krs |
Krt |
Kru |
Kry |
Krz
 
Krua |
Krub |
Kruc |
Krud |
Krue |
Kruf |
Krug |
Kruh |
Krui |
Kruj |
Kruk |
Krul |
Krum |
Krun |
Kruo |
Krup |
Krus |
Krut |
Kruu |
Kruy |
Kruz
Die Liste der Biografien führt alle Personen auf, die in der deutschsprachigen Wikipedia einen Artikel haben. Dieses ist eine Teilliste mit 58 Einträgen von Personen, deren Namen mit den Buchstaben „Krut“ beginnt.

## Krut

### Kruta
- Krutak, Lars (* 1971), US-amerikanischer Anthropologe

### Kruth
- Kruth, Jean-Pierre (* 1952), belgischer Ingenieur
- Kruth, Noah (* 2003), deutscher Fußballtorhüter
- Krutheim, Ludwig von (1819–1885), deutscher Verwaltungsbeamter und Richter

### Kruti
- Krutichowskaja, Sinaida Alexandrowna (1916–1986), sowjetische Geophysikerin und Hochschullehrerin
- Krutikow, Anatoli Fjodorowitsch (1933–2019), sowjetischer Fußballspieler und -trainer
- Krutikow, Georgi Tichonowitsch (1899–1958), russischer Architekt
- Krutikowa, Alexandra Pawlowna (1851–1919), russische Opernsängerin (Mezzosopran)
- Krutikowa, Irina Wladimirowna (1936–2025), sowjetische und russische Modedesignerin, Designerin und Künstlerin
- Krutina, Eva (1925–2020), deutsche Schauspielerin und Synchronsprecherin
- Krutinis, Vaclovas (1948–2013), litauischer Bildhauer
- Krutisch, Anton (1921–1978), österreichischer Heimatdichter
- Krutisch, Philipp Friedrich (1713–1773), deutscher Obergärtner in der Funktion eines Hofgärtners

### Krutj
- Krutjanski, Anatoli Abramowitsch (1927–1994), sowjetischer Schachspieler

### Krutk
- Krutkow, Juri Alexandrowitsch (1890–1952), russischer Physiker

### Krutl
- Krütli, Joseph Karl (1815–1867), schweizerischer Bundesarchivar

### Kruto
- Kruto, elbslawischer Fürst
- Krutochwostow, Lew (* 1978), kasachisch-russischer Eishockeyspieler
- Krutoi, Igor Jakowlewitsch (* 1954), russischer Sänger und Songschreiber, Verdienter Künstler RusslandsIgor Jakowlewitsch Krutoi (* 1954)

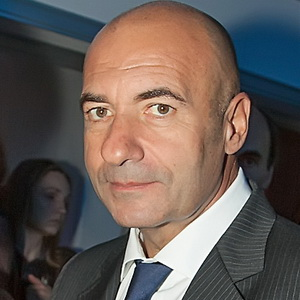
Igor Jakowlewitsch Krutoi (* 1954)

- Krutow, Alexei Wladimirowitsch (* 1984), russischer Eishockeyspieler
- Krutow, Wladimir Jewgenjewitsch (1960–2012), russischer Eishockeyspieler und -trainerWladimir Jewgenjewitsch Krutow (1960–2012)

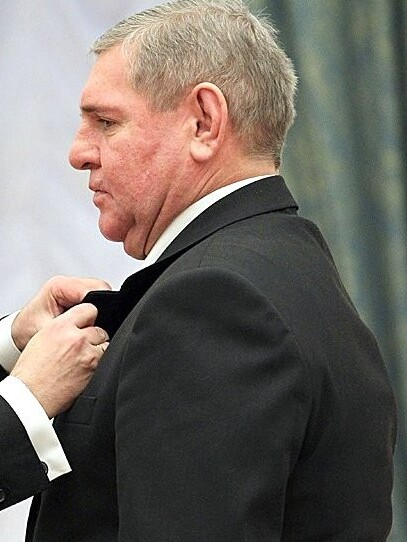
Wladimir Jewgenjewitsch Krutow (1960–2012)

- Krutowa, Ninel Wassiljewna (* 1926), sowjetische Wasserspringerin
- Krutowskich, Sergei Arkadjewitsch (1928–1981), sowjetischer Computeringenieur

### Kruts
- Krutsch (* 1977), deutscher Musikproduzent
- Krutsch, Achim (* 1963), deutscher Koch
- Krutsch, Hermann (1905–1982), deutscher Landrat
- Krutschina, Nikolai Jefimowitsch (1928–1991), sowjetischer Parteifunktionär
- Krutschinin, Alexei Dmitrijewitsch (* 1991), russischer Eishockeyspieler
- Krutschinin, Andrei Anatoljewitsch (* 1978), russischer Eishockeyspieler
- Krutschinkina, Irina (* 1995), belarussische Biathletin russischer Herkunft
- Krutschinkina, Jelena (* 1995), russisch-belarussische Biathletin
- Krutschinna, Horst (1909–1945), deutscher Offizier und Adjutant des Reichsjugendführers Baldur von Schirach
- Krutschonych, Alexei Jelissejewitsch (1886–1968), russischer Dichter des Silbernen Zeitalters und Vertreter des Futurismus

### Krutt
- Krutten, Stefan (* 1960), deutscher Politiker (SPD), MdL
- Krutter, Franz (1807–1873), Schweizer Schriftsteller, Jurist und Politiker
- Kruttke, Felix (* 1997), deutscher Schauspieler
- Krüttli, Marie (* 1991), Schweizer Jazzmusikerin (Piano, Komposition)
- Krüttner, Alfred (1904–1984), deutscher Jurist, Amtsrichter, Präsident der Wehrbereichsverwaltung II.
- Krüttner, Manfred (1909–1992), österreichischer Politiker (FPÖ), Abgeordneter des Salzburger Landtages
- Krüttner, Walter (1929–1998), deutschsprachiger Filmemacher, Drehbuchautor und Produzent
- Kruttschnitt, Candace, kanadische Soziologin und Kriminologin

### Krutw
- Krutwig, Rolf-Jürgen (* 1943), deutscher Kampfsportler und Autor

### Kruty
- Krutych, Oleksij (* 2000), ukrainischer Tennisspieler

### Krutz
- Krutz, Herbert (1903–1986), deutscher Politiker (SPD), MdA
- Krutzek, Peter (* 1941), deutscher Unternehmer
- Krützen, Klaus (* 1968), deutscher Politiker (SPD), Bürgermeister von Grevenbroich (seit 2015)
- Krützen, Michaela (* 1964), deutsche Medienwissenschaftlerin
- Krützfeld, Sönke (* 1959), deutscher Pfarrer und Oberkirchenrat
- Krützfeld, Wilhelm (1880–1953), preußischer Polizeibeamter
- Krützfeldt, Alexander (* 1986), deutscher Journalist und Schriftsteller
- Krutzki, Norbert (* 1944), deutscher Kommunalpolitiker (CDU) und Rechtsanwalt
- Krutzler, Christoph (* 1978), österreichischer SchauspielerChristoph Krutzler (* 1978)

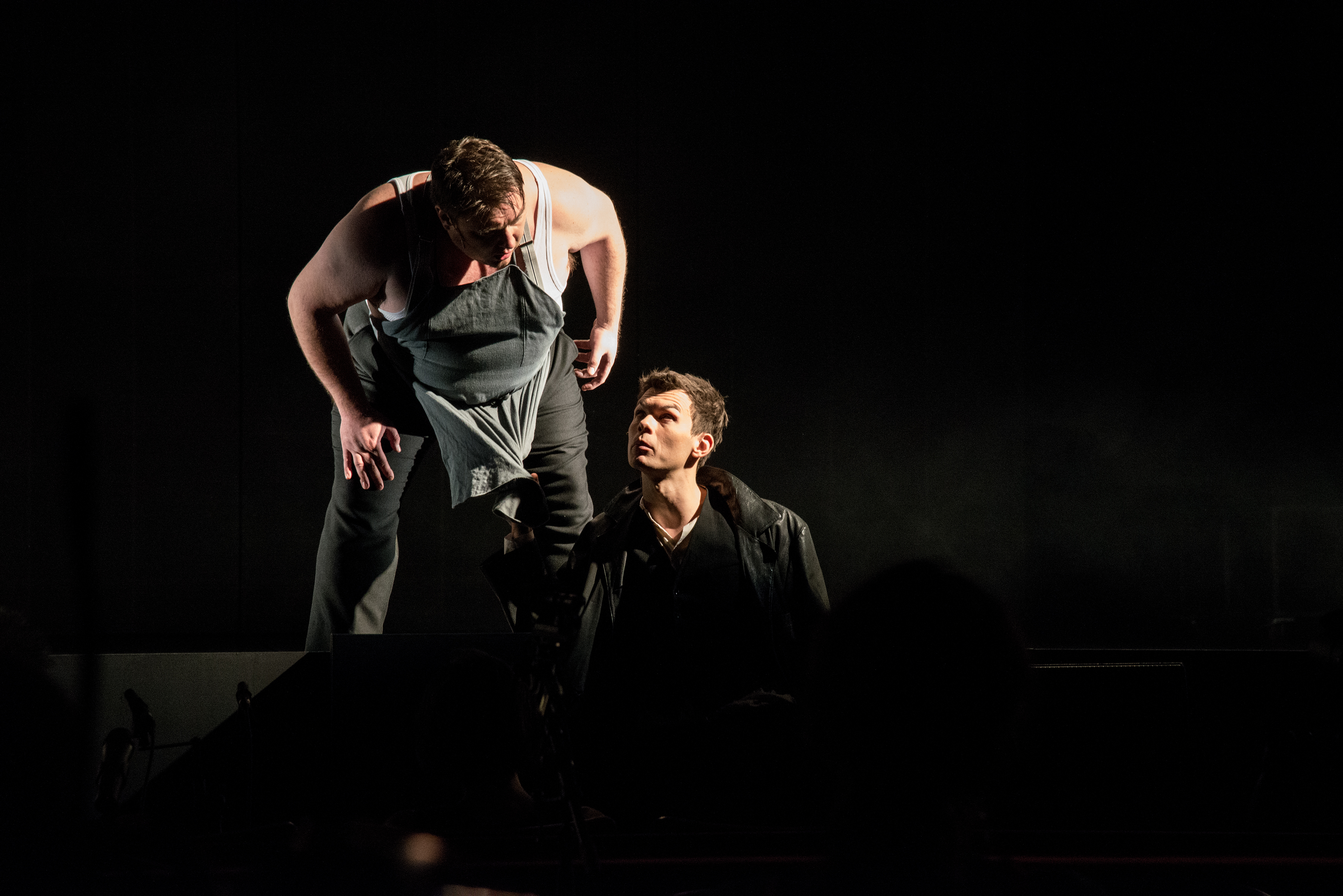
Christoph Krutzler (* 1978)

- Krutzler, Eszter (* 1981), ungarische Gewichtheberin
- Krutzler, Hans (1913–1991), österreichischer Politiker (SPÖ)
- Krützner, Peter (1866–1923), österreichischer Politiker (DnP), Abgeordneter zum Nationalrat
- Krutzsch, Hermann (1819–1896), deutscher Forstwissenschaftler, Geologe und Mineraloge
- Krutzsch, Karl Leberecht (1772–1852), Forstwissenschaftler
- Krutzsch, Wilfried (1928–2022), deutscher Paläobotaniker und Palynologe